# Elachertus platynotae
Elachertus platynotae är en stekelart som först beskrevs av Howard 1885.  Elachertus platynotae ingår i släktet Elachertus och familjen finglanssteklar. Inga underarter finns listade i Catalogue of Life.